# Hypodoxa involuta
Hypodoxa involuta là một loài bướm đêm trong họ Geometridae.